# Chrysosoma lindneri
Chrysosoma lindneri är en tvåvingeart som först beskrevs av Vanschuytbroeck 1964.  Chrysosoma lindneri ingår i släktet Chrysosoma och familjen styltflugor.
Artens utbredningsområde är Tanzania. Inga underarter finns listade i Catalogue of Life.